# Музеи Тульской области

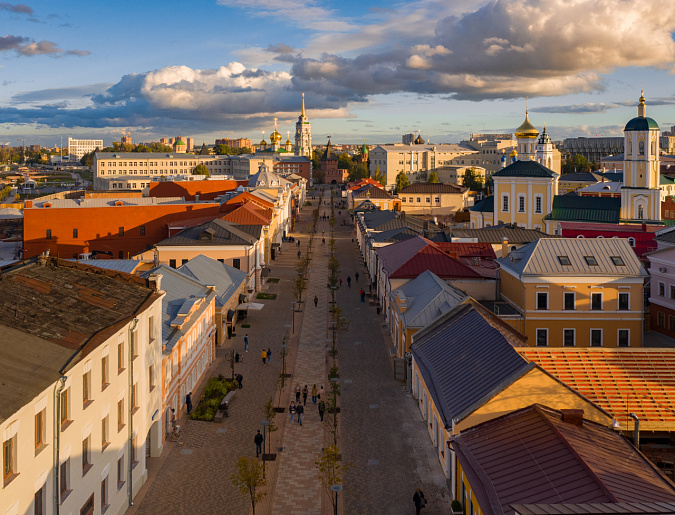
Музейный квартал в Туле

Музеи Тульской области — государственные музеи федерального, регионального и муниципального подчинения, а также частные музеи, расположенные на территории Тулы и Тульской области. Тульская область является одним из регионов-лидеров по развитию музейного дела в России, входит в «большую тройку музейных регионов страны» после Москвы и Санкт-Петербурга по числу музеев прежде всего федерального уровня.

## Общая характеристика
Музейная сеть Тульской области представлена пятью федеральными музеями (с 11 филиалами, это: филиал Государственного исторического музея, Тульский музей оружия, музей-усадьба Л. Н. Толстого «Ясная Поляна», музей-заповедник «Куликово поле», музей-усадьба В. Д. Поленова), двумя государственными музеями (с 22 филиалами), двадцати двумя муниципальными (с 9 филиалами), частными и ведомственными музеями. Всего на территории области осуществляют деятельность более 100 музеев. В федеральных, государственных и муниципальных музеях хранится более 430 тысяч музейных предметов основного фонда.
В 2020 году в рамках празднования 500-летия возведения Тульского кремля состоялось открытие Музейного квартала в Туле, основу которого составляют филиалы федеральных музеев. Новый музейный кластер расположился на улице Металлистов, одной из старейших в городе. Его основу составляют филиалы федеральных музеев: Государственного исторического музея, музея-усадьбы Л. Н. Толстого «Ясная Поляна», музея-заповедника «Куликово поле» и музея-усадьбы В. Д. Поленова. Помимо этого на территории Тульского кремля были открыты историко-этнографический комплекс «Осадные дворы XVI—XVII веков» и археологическое окно на месте старого Успенского собора XVII века. В том же году в историческом поселении Крапивна открылись сразу два новых музея: первый в России музей Земства и градостроительной истории (филиал музея-усадьбы Л. Н. Толстого «Ясная Поляна»). и музей русского и современного искусства на базе дома купца Прянчикова (филиал Тульского музея изобразительных искусств)
Тульская область ‒ единственный субъект России, в котором проводится работа по музеефикации железнодорожных станций. За последние несколько лет проведены работы по возрождению и музеефикации 15 железнодорожных станций, среди которых «Козлова засека» рядом с Ясной Поляной, Скуратово, «Тарусская», «Жданка», «Узловая» и «Белёв».
Среди частных музеев, открытых в регионе в последние годы, наиболее заметными являются музей станка и музей гармони деда Филимона в Туле, частная антикварная коллекция самоваров Михаила Борщёва в Груманте, музей советской игрушки «В детство» в Одоеве.
С 2019 года Тульская область является участником проекта «Возрождение исторических усадеб» национального проекта «Культура», направленного на приведение исторических усадеб в надлежащее техническое состояние с сохранением культурно-исторической ценности объекта, его аутентичности. В 2020 году по трём объектам культурного наследия: «Усадьба Кульджинских» и «Бывшая усадьба Пасхаловых» в Алексинском районе, а также «Ансамбль усадьбы Мальцевых» в Дубенском районе, разработаны эскизные проекты реставрации и начался поиск потенциальных инвесторов.
В 2022 году Национальной премии в области событийного туризма «Russian Event Awards 2022» в номинации «Лучшая природно-рекреационная зона для проведения турсобытия» было удостоено село Монастырщино как часть музея-заповедника «Куликово поле».
В декабре 2023 года музеи Тульской области представили свои программы и провели мастер-классы на выставке-форуме «Россия» на ВДНХ в Москве.

## Музеи-усадьбы
| Фото | Название | Адрес                                                          | Описание |
| ---- | --- | -------------------------------------------------------------- | --- |
|      | Музей-усадьба А. С. Хомякова «Богучарово» (филиал Тульского историко-архитектурного музея)                          | Тула, посёлок Октябрьский, ул. Богучаровская, д. 1             | Музей посвящен жизни и деятельности публициста и философа, основоположника славянофильства, Алексея Степановича Хомякова. В ансамбль усадьбы входит комплекс мемориальных зданий, бывших свидетелями жизни и деятельности Хомякова: господский дом с флигелями, церковь во имя Сретения Господня с колокольней, прототипом которой послужила кампанила собора Святого Марка в Венеции, дом управляющего, регулярный и пейзажный парки, система трёх прудов и кладбище, расположенное в северо-западной части.                                                                      |
|      | Богородицкий дворец-музей и парк (часть Тульского музейного объединения)                                            | Богородицк, территория парка                                   | Дворец расположен в бывшей усадьбе графов Бобринских. Музей объединяет в себе художественное и историко-краеведческое собрание предметов. Здесь представлены коллекции нумизматики, археологии, документов, фотографий и антикварных книг. Основную часть художественного собрания музея составляют предметы декоративно-прикладного искусства: русская мебель конца XVIII — первой четверти XIX века, фарфоровая посуда и пластика конца XVIII — второй половины XIX века. |
|      | Историко-мемориальный музейный комплекс «Бобрики»                                                                   | Донской, ул. Красноармейская, д. 9                             | Музейный комплекс создан в 1996 году. Главным туристическим объектом музейного комплекса стала усадьба Бобрики. Музей предлагает своим посетителям прогулку по территории бывшей усадьбы с посещением памятников истории и культуры федерального значения — храма Свято-Преображения и родовой усыпальницы графов Бобринских. |
|      | Музей «Промышленная усадьба дворян Мосоловых» (филиал Дубенского районного краеведческого музея)                    | Дубна, ул. 50 лет ВЛКСМ, д. 1                                  | Экспозиция посвящена Тульской казённой слободе. Здесь представлены материалы о роде оружейников, промышленников, металлургов Демидовых (Антюфеевых), известного с петровских времён, и вышедшего из села Старое Павшино Алексинского уезда Московской губернии (ныне Дубенского района Тульской области). Также немаловажную роль в развитии чугунолитейного производства России и непосредственно в развитии художественного чугунного литья внес знаменитый дворянский род, промышленная династия Мосоловых.                                                                     |
|      | Музей-усадьба А.Т. Болотова «Дворяниново» (часть Тульского музейного объединения)                                   | Заокский район, деревня Дворяниново                            | Музей-усадьба располагается в родовом поместье, где Андрей Тимофеевич Болотов прожил большую часть своей жизни. Наиболее ценными экспонатами музея являются подлинники писем, датированные 1826 годом, научная библиотека Андрея Тимофеевича Болотова, его электрическая машина. |
|      | Мемориальный историко-художественный и природный музей-заповедник В. Д. Поленова                                    | Заокский район, село Страхово                                  | Дом-музей был открыт в 1931 году в усадебном доме художника Василия Дмитриевича Поленова. Усадьба, с мемориальным парком и садом, окружена заповедником, раскинувшемся вдоль реки Оки. Усадьба включает в себя 17 мемориальных зданий, построенных по проекту Поленова в конце Х1Х — начале XX века. Самая большая часть собрания представляет русское искусство рубежа XIX-XX веков: живопись и графика, декоративно-прикладное искусство, созданное поленовской семьей и кругом друзей и последователей Поленова.                                                                |
|      | Музей-усадьба генерала А. Я. Мирковича (филиал Одоевского краеведческого музея)                                     | Одоевский район, село Николо-Жупань, ул. Молодежная, д. 82     | Музей посвящён памяти строителя и владельца усадьбы генерала Александра Яковлевича Мирковича, принимавшего участие в Отечественной войне 1812 года, отмеченного многими боевыми наградами. Здесь представлен кабинет генерала, зал-будуар, гостиная дворянской усадьбы, зал-трансформер для мероприятий, два зала для тематических выставок, а также галерея портретов 32 уроженцев Одоевского уезда Тульской губернии — героев Отечественной войны 1812 года и заграничных походов русской армии 1813-1814 годов.                                                                 |
|      | Историко-культурный и природный музей-заповедник И.С. Тургенева «Бежин луг» (часть Тульского музейного объединения) | Чернский район, деревня Красное Тургенево, ул. Школьная, д. 13 | Родовое имение писателя Ивана Сергеевича Тургенева, где сохранился усадебный комплекс, включающий парк начала XIX века, каменную церковь во имя Введения во храм Пресвятой Богородицы, построенную в 1806 году, здание бывшей бумажной фабрики (зимнего флигеля), в котором жил в 1850 году Тургенев, а также каретный сарай, домик дворовых, подвалы. В здании бумажной фабрики находится музей с экспозицией картин XIX века по теме «Охотничьи сюжеты». |
|      | Музей-усадьба Л.Н. Толстого «Никольское-Вяземское» (филиал музея-усадьбы «Ясная Поляна»)                            | Чернский район, село Николо-Вяземское                          | Родовое имение семьи Толстых, принадлежавшее предкам писателя по отцовской линии, на базе которой в 1986 году открыт музей. На территории усадьбы находятся бревенчатый усадебный дом с мезонином, липовая и кленово-ясеневая аллеи. Основная музейная экспозиция размещена в усадебном доме, где представлены фотографии и документы, рассказывающие о жизни обитателей имения, включающая подлинные предметы, принадлежавшие семье Толстых, родовое древо, предметы меблировки, диорама окрестностей, музыкальные инструменты, старинные часы с боем, книги, картины и портреты. |
|      | Музей-усадьба М.Н. Толстой «Малое Пирогово» (филиал музея-усадьбы «Ясная Поляна»)                                   | Щёкинский район, село Пирогово 2-е                             | Имение, принадлежавшее младшей сестре Толстого Марии Николаевне, на базе которой в 2008 году был открыт музей. В гостях у сестры Лев Николаевич работал над повестями «Юность» и «Казаки», «Отъезжее поле» и «Крейцерова соната». В настоящее время усадьба включает в себя дом с мезонином, в комнатах которого воссозданы исторические интерьеры, людскую, фрагменты парка и сада. |
|      | Мемориальный и природный заповедник «Музей-усадьба Л. Н. Толстого «Ясная Поляна»                                    | Щёкинский район, деревня Ясная Поляна                          | Русская усадьба, родовое имение писателя Льва Николаевича Толстого. Здесь он родился, прожил большую часть жизни, здесь он похоронен. Музей-усадьба был основан 10 июня 1921 года. В 1993 году он был отнесен к особо ценным объектам культурного наследия. Коллекция музея насчитывает 55 945 единиц, в том числе 46 738 единиц основного фонда. |

## Дома-музеи
| Фото | Название                                                                      | Адрес                         | Описание |
| ---- | ----------------------------------------------------------------------------- | ----------------------------- | --- |
|      | Дом-музей В. В. Вересаева (часть Тульского музейного объединения)             | Тула, ул. Гоголевская, д. 82  | Музей был открыт в 1992 году и посвящён жизни и творчеству писателя и литературного критика Викентия Викентьевича Вересаева. Является единственным литературным музеем города Тулы. Экспозиция музея включает в себя девять структурных элементов: детство и отрочество писателя, мемориальная комната Вити Смидовича, учёба в Петербурге и Дерпте, творчество Вересаева в дореволюционное время, в советский период, пушкиниана, Вересаев — переводчик, Московский кабинет писателя, Вересаев и современность. |
|      | Мемориальный музей Н. И. Белобородова (часть Тульского музейного объединения) | Тула, пр. Ленина, д. 16       | Музей был открыт в 1995 года и посвящён изобретателю первой в России хроматической гармоники и организатору первого в мире оркестра гармонистов Николаю Ивановичу Белобородову. Здесь представлена богатая коллекция гармоник, в том числе знаменитая венская гармонь и тульская «хромка», изготовленная более 130 лет назад. В интерьере мемориальных комнат музея — фотографии, афиши, а также мебель и предметы быта начала XX века.                                                                         |
|      | Дом-музей И. А. Бунина                                                        | Ефремов, ул. Тургенева, д. 47 | Открыт в 1985 году как литературный отдел Ефремовского историко-краеведческого музея. С января 2001 года отдел стал домом-музеем И. А. Бунина. Экспозиция повествует о связях семьи Ивана Алексеевича Бунина, самого писателя с городом Ефремовом, о ефремовских мотивах в его творчестве. Широко использованы документальные материалы: фотографии, копии писем писателя, выдержки из воспоминаний, прижизненные издания и публикации.                                                                         |
|      | Дом-музей авиаконструктора В. М. Мясищева                                     | Ефремов, ул. Свердлова, д. 10 | Музей был открыт 28 сентября 2022 года в доме, который принадлежал семье Мясищевых и в котором родился Владимир Михайлович Мясищев. Коллекции представлены в пяти экспозиционных залах: «Фамильное древо», «Гостиная семьи Мясищевых», «Мечты о небе», «Кабинет», «Летчики-испытатели». |

## Историко-краеведческие музеи
| Фото | Название                                                                                            | Адрес                                                         | Описание |
| ---- | --------------------------------------------------------------------------------------------------- | ------------------------------------------------------------- | --- |
|      | Музей «Тульский кремль» (часть Тульского музейного объединения)                                     | Тула, Кремль                                                  | Памятник русского оборонного зодчества XVI века, старейшее сооружение города и области. В 1988 году в Тульском кремле создан музей. На территории расположились Богоявленский и Успенский соборы, осадные дворы, торговые ряды, музейно-выставочный комплекс и археологическое окно. Экспозиция музея знакомит с историческими событиями и личностями, связанными с древней крепостью, рассказывает о жизни жителей кремля в XVI – XVII веках с возможностью прогуляться по стенам и башням кремля. |
|      | Исторический музей (филиал Государственного исторического музея)                                    | Тула, ул. Металлистов, д. 10                                  | Филиал Исторического музея открылся в 2020 году в особняке Белолипецких. Выставки в тульском филиале демонстрируют предметы из фондовых коллекций Московского Исторического музея: мемориальные реликвии, шедевры декоративно-прикладного искусства, предметы этнографии, археологические артефакты, оружие, живопись. В музее работает тактильная экспозиция, ориентированная на слабовидящих и слепых посетителей, но доступная также и для любого посетителя. |
|      | Тульский областной краеведческий музей (часть Тульского музейного объединения)                      | Тула, ул. Советская, д. 68                                    | Один из старейших музеев Тульской области, открытый в 1919 году. В музее размещается одно из самых крупных музейных собраний на территории Тульской области, включающее естественно-научные, археологические, нумизматические, этнографические коллекции. В экспозиции также представлены рукописные и печатные издания, фотоматериалы и документы, изделия из металла и стекла, керамика и фарфор, мебель, графика. В музее регулярно проходят культурно-познавательные и досуговые мероприятия, презентации, мультимедийные лекции, мастер-классы, детские интерактивные занятия, молодежные программы, концерты, творческие встречи, организуются методические семинары и круглые столы. |
|      | Историко-мемориальный музей Демидовых (часть Тульского музейного объединения)                       | Тула, ул. Демидовская, д. 9                                   | Историко-мемориальный комплекс был открыт в 1996 году к 850-летию Тулы и к 340-летию со дня рождения тульского оружейника и металлозаводчика Никиты Демидова. В экспозиции представлены подлинные образцы тульского оружейного производства XVI–XVIII веков, предметы из археологических раскопок усыпальницы Демидовых, коллекция миниатюрных действующих замочков с секретом, предметы дворянского быта, медная посуда работы уральских мастеров и многое другое. Составной частью музея является родовая усыпальница Демидовых в Николо-Зарецкой церкви. |
|      | Музей «Тульские древности» (филиал музея-заповедника «Куликово поле»)                               | Тула, пр-т Ленина, д. 47                                      | Музей основан в 1993 году в усадебном комплексе начала XX века. В экспозиции «Сказание о Мамаевом побоище» можно составить летописные миниатюры, услышать звуки Средневековья, поработать в оружейной мастерской и сплести кольчугу и примерить вооружение русского и ордынского воинов. В экспозиции «Секреты тульских мастеров» посетители могут погрузиться в атмосферу мастеровой Тулы XVI-XVIII веков. Интерьер избы тульского ремесленника, гончарная и кузнечная мастерские дарят посетителю возможность непосредственного участия в процессе средневекового производства, знакомства с бытом XVII-XVIII веков. |
|      | Музей обороны Тулы (часть Тульского музейного объединения)                                          | Тула, ул. Рязанская, д. 25                                    | Музей был открыт в 2021 году в тульском парке «Патриот». Экспозиция выстроена по хронологическому принципу и рассказывает о событиях Великой Отечественной войны начиная с 22 июня 1941 года и вплоть до 9 мая 1945 года — Дня Победы. Наиболее подробно освещены события, связанные с тульской оборонительной операцией осенью-зимой 1941 года, а так же боевые действия 1942 — 1943 годов на северном фасе «Курской дуги» в Чернском, Арсеньевском и Белёвском районах Тульской области. |
|      | Музейный комплекс «Бронепоезд № 16» (часть Тульского музейного объединения)                         | Тула, ул. Рязанская, д. 25                                    | Музейно-выставочный комплекс в апреле 2014 года в парке «Патриот», представляет собой реконструкцию бронепоезда № 16 и включает две легкие бронеплощадки, бронепаровоз и санитарный вагон. В первой бронеплощадке комплекса представлены вооружение и снаряжение экипажа: 76-мм орудия, пулеметы системы Максима и т.д. Во второй организована экспозиция, посвященная истории бронепоездов и боевому пути бронепоезда №16. Внутри размещены командный пункт и рабочее место машиниста. В санитарном вагоне можно узнать, как лечили раненых и больных бойцов в полевых условиях. |
|      | Научный центр «Археология и реставрация» (филиал музея-заповедника «Куликово поле»)                 | Тула, ул. Металлистов, д. 1                                   | В научном центре действует постоянная экспозиция «Клады — кладезь информации», на которой представлены клады, найденные на территории Тульской, Брянской, Курской, Белгородской, Орловской, Тамбовской, Липецкой областей, хранящиеся в фондах музея-заповедника «Куликово поле». Наиболее старшему из них более 3 тысяч лет. |
|      | Музей-лаборатория (филиал музея-заповедника «Куликово поле»)                                        | Тула, ул. Металлистов, д. 8                                   | В рамках проекта работают интерактивная экспозиция «10 000 лет до Тульского Кремля», выставочный зал и библиотека. Выставочный зал является площадкой для презентации новых выставочных проектов музея-заповедника, демонстрирующих фондовые коллекции и уникальные экспонаты. В библиотеке собрана коллекция изданий о Куликовской битве, а также книги по истории, археологии, этнографии, музееведению, источниковедению, искусству. |
|      | Музей декоративно-прикладного и народного искусства (часть Тульского музейного объединения)         | Тула, ул. Металлистов, д. 12                                  | Музей был открыт в 2012 году и располагался на территории Тульского кремля в помещении бывшей электростанции. Сегодня музей расположен на исторической пешеходной улице Металлистов в центре Тулы. В первом зале представлены традиционные вещи, ремесленного ручного изготовления, вобравшие в себя мифологию народного искусства с его земледельческими ритуалами, календарным циклом, пантеоном языческих божеств. Второй зал знакомит с бытом состоятельных горожан. Здесь представлены как предметы ручной работы, так и фабричные вещи, зачастую европейского производства. |
|      | Культурно-выставочный комплекс «Л. Н. Т.» (филиал музея-усадьбы «Ясная Поляна»)                     | Тула, ул. Металлистов, д. 25                                  | На первом этаже здания расположена постоянная интерактивная экспозиция — «Мой адрес всегда: Тула», которая рассказывает о городе времён Льва Толстого. Выставка включает следующие разделы: связь, память, досуг, транспорт, торговля, образование, спорт, медицина, искусство, государственные службы, духовная жизнь, дворянское общество. Экспозиционное пространство на втором этаже предназначено для сменных выставок и лекций. В состав комплекса входят также магазин книг и сувениров, литературное кафе и мини-гостиница. |
|      | Центр семейной истории (филиал музея-заповедника В. Д. Поленова)                                    | Тула, ул. Благовещенская, д. 8а                               | Центр был открыт 3 октября 2020 года в честь 500-летия Тульского кремля. Мероприятия центра построены на вовлечении жителей в работу над проектами, связанными с семейной историей. Постоянная экспозиция «Семейное дело» посвящена исследованию понятия «семья» с точки зрения трансляции опыта от поколения к поколению. Центр также организует временные выставки и мероприятия (мастер-классы, встречи, спектакли, концерты), которые проводятся совместно с художниками, писателями, музыкантами, театральными деятелями. |
|      | Тульский военно-исторический музей (часть Тульского музейного объединения)                          | Тула, Кремль                                                  | Музей открылся в 2017 году в здании музейно-выставочного комплекса на территории Тульского кремля. Экспозиция музея посвящена военной истории Тульского края, начиная с XIV века и до наших дней, и включает подлинные предметы и документы, среди которых около 500 раритетов, реконструированное обмундирование и снаряжение защитников Родины. Экспозиции дополняют интерактивные инсталляции, мультимедийные энциклопедии и демонстрация фрагментов документальных фильмов. |
|      | Музей археологии Тульского кремля (часть Тульского музейного объединения)                           | Тула, Кремль                                                  | Музей открылся в 2019 году в здании музейно-выставочного комплекса на территории Тульского кремля. Экспозиция включает находки из культурного слоя Тульского кремля и прилегающей к нему территории в исторической части города. Большинство из них получено в ходе исследований 2012—2015 годов. |
|      | Дом Крафта (часть Тульского историко-архитектурного музея)                                          | Тула, пр-т Ленина, д. 25                                      | Тульский историко-архитектурный музей образован в 1998 году. Выставочное пространство «Дом Крафта» располагается в доме аптекаря Крафта с 2014 года. Тематика выставок резонирует с историко-архитектурной специализацией музея: это проблемы современной урбанистики и историческая топография, архитектурная графика и современные художественные практики, городская фотография и средовой дизайн. Традиционно в начале года проводится выставка современного плаката, а каждые два года — выставка независимых отечественных аниматоров в рамках фестиваля «Cartoon'ная ночь». |
|      | Дом Белявского (часть Тульского историко-архитектурного музея)                                      | Тула, пр-т Ленина, д. 27                                      | Тульский историко-архитектурный музей образован в 1998 году. Выставочное пространство «Дом Белявского» располагается в доме князя Касаткина-Ростовского с 2014 года. На первом этаже открыта постоянная экспозиция «Старая тульская аптека» в воссозданном интерьере настоящей аптеки второй половины XIX века. Среди экспозиций — аптечное оборудование разных эпох, посуда для хранения медикаментов, старинные книги и рецепты, микроминиатюра «Блоха тульская подкованная». На втором этаже работает «Открытая площадка» – пространство для лекций, дискуссий, современных художественных практик и партнерских проектов. |
|      | Ремесленный двор «Добродей»                                                                         | Тула, ул. 9 Мая, д. 1А                                        | Ремесленный двор был открыт в 2018 году. Он включает в себя плотницкую, кузнечную, гончарную и текстильную слободы, проходят мастер-классы и мастер-шоу по ковке и чеканке, художественной обработке металла, лепке и росписи филимоновской игрушки, изготовлению украшений из бисера, театрализованные выставки по тульской городской игрушке и белёвскому кружеву, лоскутному шитью и текстильной кукле, изделиям из дерева, интерактивные программы и этнографические выставки-спектакли, погружающие в крестьянский быт и народные представления о мироустройстве. На базе ремесленного двора функционирует музейно-выставочный комплекс «Тульский резной наличник», Кустарный антимузей и фольклорный театр «Булыжник». |
|      | Епархиальный музей «Палата древностей»                                                              | Тула, ул. Пионерская, д. 17                                   | Епархиальный музей был открыт в 2022 году в приделе церкви Владимирской иконы Божией Матери. Он является продолжением древнейшего музея Тульской губернии, основанным краеведом и древлехранителем Николаем Троицким, и существовавшим до 1917 года. Коллекция сформирована из пожертвований прихожан храма и рассказывает об истории Тульской епархии и православной церкви на тульской земле. В экспозиции музея представлены предметы церковного искусства, литературы, богослужебной утвари, облачение священнослужителей. |
|      | Музей передовой (филиал Тульского историко-архитектурного музея)                                    | Тула, посёлок Ленинский, ул. Ленина, д. 3                     | Музей обороны был основан в 2007 год, его фонд создавался более десяти лет усилиями поисковиков и жителей Тульской области. Экспозиция посвящена Тульской оборонительной операции 1941 года и представлена подлинными предметами, найденными на местах боёв: от бытовых окопных вещей и писем с фронта до немецкого пулемёта с заклинившей лентой. |
|      | Алексинский художественно-краеведческий музей                                                       | Алексин, улица Советская, д 38                                | Музей основан в 1974 году, а первых посетителей принял в декабре 1980 года. Размещается в исторической части города, в трехэтажном особняке бывшей городской усадьбы купцов 1-й гильдии Масловых, памятнике архитектуры эпохи зрелого классицизма. Экспозиция музея состоит из 13 стационарных залов и 5 залов сменных выставок. В музее насчитывается более 22 000 единиц хранения основного и научно-вспомогательного фондов. |
|      | Белёвский районный художественно-краеведческий музей                                                | Белёв, ул. Карла Маркса, 114                                  | Музей был создан в 1910 году как «Музей учебно-наглядных пособий», а с середины 1911 года — «Белевский земский научно-образовательный и художественный музей». Павел Васильевич Жуковский, его первый попечитель, подарил музею серию портретов русских князей, императоров, написанных им, а также большую часть своего художественного собрания. В настоящее время музей занимает 2 этажа купеческого особняка конца XIX века. Экспозиции расположены в 18 залах, объединенных следующей тематикой: природа, история, в том числе военная, этнография, археология, белевское кружево, произведения живописи и скульптуры, замечательные люди. |
|      | Музей-заповедник «Куликово поле»                                                                    | Богородицкий, Кимовский и Куркинский районы                   | Музейный комплекс, посвященный Куликовской битве. Образован в октябре 1996 года. На территории музея-заповедника находятся следующие достопримечательности и музеи: памятник-колонна Дмитрию Донскому (1850), храм-памятник Сергия Радонежского (1917), храм Рождества Пресвятой Богородицы (1884), музей Куликовской битвы, детский музей-квест, музейно-мемориальный комплекс героям Куликовской битвы в селе Монастырщино и мемориал на Красном холме. |
|      | Венёвский краеведческий музей                                                                       | Венёв, ул. Красная Площадь, д. 32                             | Открылся для посетителей в 1981 году. За годы существования оформлены залы археологических находок и предметов сельского и городского быта (XVII–XIX вв.). Особый интерес вызывают материалы раскопок древнерусского города Корнике (XII–XIV вв.), могильных курганов, а также коллекция холодного оружия (топоры, сабли). |
|      | Дубенский районный краеведческий музей                                                              | Дубна, ул. Первомайская, д. 43                                | Музей открыт на общественных началах в 1993 году. Музей имеет четыре экспозиционных и один выставочный зал, которые оформлены по темам: «Мосоловы и Дубенский чугунно-плавильный завод», «Знаменитые люди земли Дубенской», «Древние города Спаш и Волкона», «Быт и занятия крестьян в дубенских деревнях в XVIII — начале XX веков», «Великой Победе в Великой Отечественной войне 1941—1945 годов посвящается» и «Оккупация и освобождение Дубенского района в 1941 году». Музейный фонд составляет 3 344 единицы хранения, из которых основной фонд — 2558 единиц хранения, и 1314 — научно-вспомогательный. |
|      | Краеведческий музей им. капитан-командора А. И. Чирикова                                            | Дубенский район, село Лужное, ул. Чирикова, д. 1              | Музей открыт 27 декабря 2003 года, и расположен в здании сельского дома культуры и досуга. Основная стационарная экспозиция «Великие Камчатские экспедиции» посвящена уроженцу луженской земли капитан-командору Алексею Ильичу Чирикову. Зал «Память» посвящён луженцам — участникам Великой Отечественной войны. Также представлены экспозиции «Быт крестьян села Лужное в XIX — начале XX веков» и «История колхоза „Заветы Ленина“». Фонды музея автономны и насчитывают около 1000 единиц хранения (основного и научно-вспомогательного фондов). |
|      | Ефремовский районный художественно-краеведческий музей                                              | Ефремов, ул. Красная Площадь, д. 1                            | Музей был открыт в декабре 1971 года. Постоянно действующие экспозиции: «Археологическое прошлое Ефремовского района», «Растительный и животный мир Ефремовского края», «А.П. Гущин», «Ефремовская земля в XIV–XIX веках», «Ефремов и Ефремовский район в годы Великой Отечественной войны 1941–1945 годов», «История Брянского фронта». Музейные фонды насчитывают почти 26 000 единиц. В музее есть 2 выставочных зала, выставки в которых меняются ежемесячно. |
|      | Музей командира крейсера «Варяг» В. Ф. Руднева (часть Тульского музейного объединения)              | Заокский район, деревня Савино                                | Музей был открыт в 1984 году в здании правления колхоза, где был выделен небольшой зал, а в 2004 году было построено новое здание. Историческая экспозиция посвящена подвигу экипажей крейсера «Варяг» и канонерской лодки «Кореец», историческим событиям русско-японской войны, позволит подробно узнать о легендарном сражении у Чемульпо. Личная экспозиция посвящена самому Всеволоду Фёдоровичу Рудневу. Стилизованные экспозиции расскажут о детстве, юности, принципах и увлечениях, службе знаменитого командира, его семье. |
|      | Музей купеческого быта (филиал музея-заповедника «Куликово поле»)                                   | Кимовский район, посёлок Епифань, ул. Кимовская, д. 8         | Музей открыт в восстановленной усадьбе купцов 3-й гильдии Байбаковых в 1998 году. Включает в себя жилой дом с гостиной, спальней и кабинетом (постройка 1913 года), торговую лавку с подвалом, хозяйственный двор, огород и баню. |
|      | Кимовский историко-краеведческий музей им. В. А. Юдина»                                             | Кимовск, ул. Толстого, д. 34                                  | В музее, открытом в 2004 году, работают 4 зала: «Палеонтология. Крестьянская изба», «Епифань и Епифанский уезд», «Живая память (период Великой Отечественной войны)», «Город юности моей (Кимовск 1950-1960-х)». Сейчас музей работает над реализацией трех проектов: «Духовное в реальном мире» (экскурсия по храмам Кимовского района), «Музей идет в школу» и «Судьба человека». |
|      | Музейно-мемориальный комплекс героям Куликовской битвы (филиал музея-заповедника «Куликово поле»)   | Кимовский район, село Монастырщино                            | Музейно-мемориального комплекса, состоящий из церкви Рождества Пресвятой Богородицы и приходской школы, был открыт в 2000 году. В музее представлены археологические находки — от эпохи Великого переселения народов (IV–VII века) до Древнерусского государства (XII–XII века). Археологические предметы рассказывают о хозяйстве и быте, о технологиях войны, об элитарной культуре разных эпох и о многих других сферах жизни древних жителей Подонья. |
|      | Музей Матроны Московской (филиал Кимовского историко-краеведческого музея им. В.А. Юдина)           | Кимовский район, село Себино                                  | В музее представлены экспонаты крестьянского быта времен жизни Матроны Московской, хранятся материалы, рассказывающие об истории села Себино, о жизненном пути старицы. Музей не является мемориальным, т.к. вещи, принадлежавшие самой святой или её родственниками, не сохранились. Музейный комплекс включает также оборудованное подворье Никоновых с монументом из белого камня и памятником Матроне, ещё одну бронзовую скульптуру святой на территории комплекса, мраморную плиту у входа на приходское кладбище, где покоятся отец и родственники Матроны, закрытые купели и источник с часовней на берегу реки Мокрая Табола. В церкви Успения Божьей Матери, где святая Матрона была крещена и проводила много времени, хранится святыня — икона с частицей её мощей, подаренная святейшим патриархом Алексием II, и проводятся богослужения. |
|      | Музей Куликовской битвы (филиал музея-заповедника «Куликово поле»)                                  | Куркинский район, деревня Моховое                             | Музейный комплекс, построенный по проекту архитектора Сергея Гнедовского в 2016 году. Экспозиция музея рассказывает об исторических событиях, знакомит с летописными источниками, научными фактами и находками. Здесь можно увидеть 73 предмета-свидетеля событий 1380 года. Современные мультимедийные средства, которыми насыщена экспозиция, дают возможность получить сведения о средневековой жизни, в том числе и через игру. |
|      | Детский музей-квест «Один в поле не воин» (филиал музея-заповедника «Куликово поле»)                | Куркинский район, деревня Моховое                             | В экспозиции воссоздана келья монаха Средних веков, где расположены восемь старинных сундуков - каждый из которых представляет отдельную игру и рассказывает историю, связанную с битвой и ее героями. В музее есть специальная комната для детей до шести лет, где можно поиграть с лошадкой, исследовать фигурки жителей средневекового мира с помощью магнитной доски. |
|      | Новомосковский историко-художественный музей                                                        | Новомосковск, ул. Комсомольская, д. 28                        | Музей, открытый в 1966 году, рассказывает историю города Новомосковска. В музее хранятся исторические материалы о строительстве города, о военных годах, трудностях послевоенного восстановления и дальнейшего развития города. Отдельная экспозиция посвящена поэту Ярославу Васильевичу Смелякову, который работал в городе в 1945—1946 годах. Фонды музея насчитывают более 27 000 единиц хранения. |
|      | Археологический музей города Новомосковска                                                          | Новомосковск, ул. Комсомольская, д. 16                        | Музей был открыт в 1999 году. В музее функционируют два выставочных зала. В одном из них находится экспозиция, которая посвящена древнему прошлому региона — от каменного до XVII века. В малом зале ежемесячно открываются новые тематические выставки, на которых экспонируются работы детей из подростковых клубов, произведения живописи, графики, декоративно-прикладного искусства, предметы из частных коллекций. В музее проводятся интерактивные и познавательные программы, мастер-класс по русской крестьянской тряпичной кукле, росписи гипсовых фигурок, каллиграфии гусиным пером и тематические лекции. |
|      | Одоевский краеведческий музей                                                                       | Одоев, ул. Карла Маркса, д. 35а                               | Одоевский краеведческий музей открылся в 1980 году в стенах бывшего дома купца Каширина. Музей имеет 6 выставочных залов, которые отражают историю заселения и развития Одоевского края от каменного века до современного периода: город-крепость, Куликовская битва, центр Одоевского княжества, история Засечной черты, купеческий Одоев. |
|      | Музей «Одоевское княжество»                                                                         | Одоев, ул. Карла Маркса, д. 35а                               | Экспозиции раскрывают историю Одоевского края с XIV по XVIII века. Путешествие в Одоевское княжество начинается с древних времен, которые представлены каменными и железными орудиями труда человека, оружием, гончарными изделиями. |
|      | Музей ремесел                                                                                       | Одоев, ул. Первомайская, д. 24                                | Музей открыт в бывшем здании валяльного цеха и посвящен истории ремесел и быта. В музее представлены выставки из частных коллекций и фондов музея. Среди экспонатов вышедшие из обихода хозяйственные вещи: коромысла, чугуны, предметы интерьера и досуга. |
|      | Плавский районный краеведческий музей                                                               | Плавск, ул. Калинина, д. 3                                    | Здание музея построено в начале XX века. Экспозиции рассказывают о князьях Гагариных и их роли в развитии села Сергиевского (ныне Плавск), о купцах Черемушкиных, Сазоновых и других, о том, как село Сергиевское стало городом Плавском. |
|      | Девягорско-Лихвинский историко-ландшафтный музей-заповедник (часть Тульского музейного объединения) | Суворовский район, город Чекалин, ул. Калужская, д.35 и д. 37 | Экспозиции музея разделены на две выставки. Выставка «Лихвинская старина» знакомит с различными аспектами жизни Лихвинского уезда XIX – начала XX века. Мультимедийные технологии и интерактивная экспозиция позволяет полностью погрузиться в атмосферу уездного города. В сохранившемся доме купца Пронина, где проводился допрос героя Советского Союза Саши Чекалина, расположилась экспозиция «Военные страницы Лихвина», которая посвящена подвигу юного партизана, истории партизанского движения в годы Великой Отечественной войны и жизни города во время оккупации. |
|      | Щёкинский художественно-краеведческий музей                                                         | Щёкино, ул. Ленина, д. 18/16                                  | Музей создан в 1968 году. Экспонаты музея относятся к истории края в советский период. Это вещи, документы, награды участников революции, установления Советской власти в крае, Великой Отечественной войны, знаменитых земляков. Имеются коллекции этнографии, археологии, орнитологии, нумизматики, предметы изобразительного и декоративно-прикладного искусства щекинских художников и мастеров. |
|      | Крапивенский музей (филиал музея-усадьбы «Ясная Поляна»)                                            | Щёкинский район, село Крапивна, ул. Советская, д. 49          | История Крапивенского музея берет начало в 1930-х годах с археологической коллекции местного учителя истории. В настоящее время экспозиции рассказывают об истории и современности города, о жизни купечества и крестьянства, о развитии образования в Крапивне, знакомят с именами выдающихся людей — ее уроженцев и жителей. Фонды музея насчитывают более 4000 единиц хранения; из наиболее ценных можно отметить коллекции филимоновской игрушки, визитных карточек и открыток, кружев, домотканых полотенец. |
|      | Музей земства и градостроительной истории (филиал музея-усадьбы «Ясная Поляна»)                     | Щёкинский район, село Крапивна, ул. Коммунаров, д. 40         | Музей открыт в 2021 году в здании, где в XIX веке располагались присутственные места Крапивенского уезда, полицейское управление и казначейство. Экспозиция музея рассказывает об опыте местного самоуправления в Крапивенском уезде после проведения земской реформы в 1864 году. |
|      | Ясногорский художественно-краеведческий музей                                                       | Ясногорск, ул. Комсомольская, д. 2                            | Музей был открыт в 1971 году. Экспозиции музея разделены на 3 зала природы, зал старины, зал боевой славы, зал советского периода. Отдельно выставлены картины живописца Фёдора Панфиловича Нестерова и работы мастерицы художественной вышивке гладью Варвары Александровны Бодровой. |

## Отраслевые музеи
| Фото | Название                                                          | Адрес                                                   | Описание |
| ---- | ----------------------------------------------------------------- | ------------------------------------------------------- | --- |
|      | Тульский государственный музей оружия                             | Тула, ул. Октябрьская, д. 2                             | Старейший музей оружия в России, появившийся в 1755 году как «Палата редкого и образцового оружия» при Тульской оружейном заводе. В 1989 году музей разместился в Богоявленском соборе Тульского кремля, а в 2012 году открылось новое здание в форме старинного шлема. Музей располагает собранием огнестрельного и холодного оружия отечественного и зарубежного производства. В музее открыта постоянная экспозиция «История стрелкового и холодного оружия с XIV века до современности», в которой широко используются новейшие мультимедийные комплексы. В экспозиции также представлены детские интерактивные зоны. |
|      | Выставочный и культурно-просветительский центр Музея оружия       | Тула, Тульский кремль                                   | Открытие выставочного и культурно-просветительского центра музея оружия состоялось 9 марта 2023 года в здании бывшего Богоявленского собора. В центре для посетителей открыта выставка «И была на Туле сеча великая», посвященная 470-летию обороны Тульского кремля от войск крымского хана Девлет I Герая и 150-летию со дня основания Тульского музея оружия. На выставке представлены более 250 экспонатов, среди которых как подлинные предметы, так и воссозданные по методу научной реконструкции образцы снаряжения и вооружения XVI—XVIII веков.                                                                 |
|      | Музей «Тульские самовары» (часть Тульского музейного объединения) | Тула, ул. Менделеевская, д. 8                           | Музей открылся в 1990 году в бывшем доме имени Александра II. В экспозиции музея «Тульские самовары» представлены все этапы развития тульского самоварного производства с конца XVIII века до наших дней, а также история самовара как самобытного образца русского декоративно-прикладного искусства. Большое место в экспозиции отведено мемориальным комплексам, посвященным представителям наиболее известных тульских самоварных династий – Баташевым, Шемариным, Фоминым. |
|      | Музей «Тульский пряник»                                           | Тула, ул. Октябрьская, д. 45-а                          | Музей открыт в 1996 году в бывших флигелях домовладения оружейников и самоварщиков братьев Лялиных. В этом же здании размещается пряничный цех и магазин. Музейными экспонатами являются разнообразные пряничные доски различной формы, многие из которых ранее принадлежали знаменитым кондитерам Серикову, Гречихину, Белолипецкому, Козлову, пряничные упаковки, фотографии и предметы быта тульских пряничников, а также сами тульские пряники, среди которых самый маленький и самый большой в России. |
|      | Музей международного пряника                                      | Тула, Тульский кремль, торговые ряды                    | Авторский проект группы дизайнеров и кондитеров из Тулы, направленный на популяризацию традиций пряничного дела. В музее проводятся мастер-классы, профильные экскурсии и занятий с детьми. На базе музея проводятся сезонные и авторские тематические выставки по росписи пряников. |
|      | Музей станка                                                      | Тула, ул. Каминского, д. 24                             | Первый в России мультимедийный интерактивный музей машин, который посвящён становлению промышленности в России на примере Тульской области. Музей с медиатекой открыт в творческом индустриальном кластере «Октава» в 2018 году. В музее экспонаты рассказывают сами о себе со световыми и звуковыми инсталляциями, цветом и инфографикой. Можно использовать наушники и сенсорные мониторы. Основу экспозиции составляют восемь станков: от старинного пресса конца XIX века для патронно-гильзового производства и прядильной машины до более современных.                                                              |
|      | Музей «Гармони Деда Филимона»                                     | Тула, ул Менделеевская, д. 9                            | |
|      | Музей истории развития образования в Тульской области             | Тула, ул. Ленина, д .22                                 | Экскурсионные программы музея ориентированы главным образом на педагогов, обучающихся образовательных организаций Тульской области и всех кто интересуется историей развития образования в Тульском регионе. |
|      | Мотоциклетный музей «Мото-Авто-Арт»                               | Тула, деревня Харино, ул. Ореховая, д. 1                | |
|      | Музей «Филимоновская игрушка                                      | Одоев, ул. К. Маркса, д. 52                             | |
|      | Музей советской игрушки «В Детство»                               | Одоев, ул. К. Маркса, д. 42                             | В музее можно узнать историю зарождения и развития кукольного производства. Здесь представлены игрушки, изготовленные в разных городах и республиках СССР в период с 1930-х по 1991 год. Это куклы, мягкие игрушки, предметы кукольного быта, стреляющие пушки, солдатики и многое другое. |
|      | Музей самоваров и бульоток                                        | Щёкинский район , деревня Грумант, «Грумант Resort&SPA» | Музей самоваров и бульоток открыт в 2018 году в «Грумант Resort& SPA» и включает более 600 изделий русского и зарубежного декоративно-прикладного искусства XVIII–XXI внков. Часть музея, посвященная самоварам, иллюстрирует появление и развитие самоварного производства не только в Туле, но и в России в целом. Другая часть - коллекции английских (фирмы Джона Тейлора, Рида и Бартона, Вилкокса) и американских (Ландерса, Фрэри и Кларка, Тафтса, Джозефа Хендрикса) бульоток XIX — XX веков. |

## Художественные музеи и выставочные залы
| Фото | Название                                                                        | Адрес                                                       | Описание |
| ---- | ------------------------------------------------------------------------------- | ----------------------------------------------------------- | --- |
|      | Тульский областной художественный музей (часть Тульского музейного объединения) | Тула, ул. Ф. Энгельса, д. 64                                | Музей был открыт в 1919 году. Основой его собрания послужили фонд «Палаты древностей», образованной в 1884 году, и национализированные после Октябрьской революции произведения искусства из дворянских поместий Тульской губернии — Олсуфьевых, Бобринских, Гагариных, Урусовых и других. В 1964 году музей, ранее размещавшийся в Доме офицеров, получил собственное здание. В фондах Тульского областного художественного музея, ставшего одним из крупнейших художественных музеев Российской Федерации, хранится более 23 тысяч произведений живописи, скульптуры, графики, декоративно-прикладного и народного искусства.                         |
|      | Выставочный зал города Тулы (часть Тульского музейного объединения)             | Тула, Красноармейский пр-т, д. 16                           | Организованное арт-пространство, где экспонируются произведения классического и современного изобразительного искусства, осуществляются художественно-образовательная деятельность и творческие практики, реализуются социально-культурные проекты, проходят акции и фестивали, мастер-классы и встречи с художниками. Экспозиционная площадь позволяет проводить ежегодно до 30 выставок, классического и современного искусства, представляющих произведения российской и европейской живописи, декоративно-прикладного искусства, фотографии, инсталляции и многое другое из мастерских художников, частных коллекций, крупнейших российских музеев. |
|      | Музей П.Н. Крылова (часть Тульского музейного объединения)                      | Тула, ул. Кутузова, д. 10                                   | Музей посвящен творчеству художника Порфирия Никитича Крылова, члена творческой группы советских карикатуристов Кукрыниксы. В экспозиции музея представлены живописные и графические работы художника. Здесь можно найти цветочные натюрморты, детские портреты, пейзажи с тихими, задумчивыми красками России, солнечным сиянием природы Крыма, изысканной красотой Италии и Франции. В музее представлено около 350 живописных и акварельных работ мастера. |
|      | Галерея «Ясная Поляна»                                                          | Тула, ул. Октябрьская, д. 12                                | Галерея открылась в 1997 году как центр поиска и взаимодействия между художниками с целью поддержки и активизации их творческой деятельности. В настоящее время это современное, располагающее новейшим экспозиционным оборудованием музейно-выставочное пространство. |
|      | Музей «Спасское» им. В. А. Стародубцева (часть Тульского музейного объединения) | Новомосковский район, село Спасское, ул. Центральная, д. 4А | Музей открыт в 2004 году по инициативе губернатора Тульской области Василия Александровича Стародубцева. Коллекция музея собрана из фондов Тульского музея изобразительных искусств: живописи XVIII−XIX веков, народного и прикладного искусства. В музее воссоздан кабинет Василия Александровича Стародубцева. |
|      | Музей русского и современного искусств (часть Тульского музейного объединения)  | Щёкинский район, село Крапивна, ул. Коммунаров, д.27        | Музей открыт в доме купца Прянчикова в 2021 году. Среди экспозиций музея полотна знаменитых русских художников Шишкина, Саврасова, Айвазовского, Левитана и других. В зале современного искусства экспонируются работы знаменитого живописца Кончаловского и его сподвижников по творческому объединению «Бубновый валет»: Рождественского и Осмеркина. |

## Зоопарки
| Фото | Название                                                            | Адрес                                                                   | Описание |
| ---- | ------------------------------------------------------------------- | ----------------------------------------------------------------------- | --- |
|      | Тульский экзотариум (новая экспозиция)                              | Тула, ЦПКиО им. П.П. Белоусова, корп. 10                                | Здание расположено в Центральном парке культуры и отдыха Тулы, в бывшем помещении центра «Патриот». В двухуровневой экспозиции представлено более 100 экзотических видов животных, представителей пяти континентов — млекопитающих, рептилий, земноводных, птиц, рыб и беспозвоночных. Животные размещены в тематических вольерах в условиях, максимально приближенных к естественным, по принципу ареала. В новом здании экзотариума есть все условия для развития музейно-информационного кластера: лаборатории, выставочный зал, кабинет для работы с людьми с ограниченными возможностями и просторный лекторий. |
|      | Тульский экзотариум (старая экспозиция)                             | Тула, ул. Октябрьская, д. 26                                            | Экзотариум был открыт в 1987 году. На данный момент площадь экспозиции составляет 253 м², здесь содержится, размножается и изучается 497 видов и подвидов животных, а посещают в год 90 000 человек. |
|      | Трогательный зоопарк                                                | Тула, ул. Жаворонкова, д. 5                                             | Выставка экзотических и домашних животных, которых можно трогать, гладить и кормить. |
|      | Зооуголок в Центральном парке культуры и отдыха им. П. П. Белоусова | Тула, Центральный парк культуры и отдыха имени П. П. Белоусова, корп. 6 | |
|      | Экопарк «Моя деревня»                                               | Ясногорский район, деревня Кузьмищево                                   | |
|      | Парк птиц и животных «Епифаново подворье»                           | Кимовский район, деревня Комиссаровка, д. 5                             | |
|      | Зооферма «Алексин-страус»                                           | Алексин, возле дороги 70 К-015                                          | |

## Музеи на железнодорожных станциях
| Фото | Название                                                                                                 | Адрес                                     | Описание |
| ---- | --- | ----------------------------------------- | --- |
|      | Военно-мемориальный комплекс «Бронепоезд № 13 «Тульский рабочий» (часть Тульского музейного объединения) | Тула, ул. Московский вокзал               | Экспозиция открыта в 2015 году. В состав военно-мемориального комплекса входят реконструированные бронепоезд (бронепаравоз, бронеплощадки, контрольные платформы) и база дивизиона. В боевой части бронепоезда открыта для посетителей экспозиция, где воссоздана обстановка времен Великой Отечественной войны, установлены пулемёты, пушка, стеллажи со снарядами.                                                                    |
|      | Козлова засека (филиал музея-усадьбы «Ясная Поляна»)                                                     | Щёкинский район, ж/д станция Ясная Поляна | В 2001 году на станции были проведены работы по реконструкции, позволившие вернуть станционному комплексу Козловой Засеки исторический облик. В музее представлены предметы начала XX века, позволяющие посетителям представить облик станции на момент отправки Льва Толстого в свой последний путь. Среди экспозиций — модель поезда тех лет, старые фотографии, дорожные вещи (портфель, зонтик, трость-сиденье), телеграф, телефон. |
|      | Музей железнодорожной истории Белёва                                                                     | Белёв, ул. Привокзальная, д. 23а          | |

## Планируется открытие
| Фото | Название                                                                          | Адрес                              | Описание |
| ---- | --------------------------------------------------------------------------------- | ---------------------------------- | --- |
|      | Филиал Центрального музея древнерусской культуры и искусства имени Андрея Рублёва | Тула, пер. Садовый, д. 11          | В 2022 году министр культуры Российской Федерации Ольга Любимова и губернатор Тульской области Алексей Дюмин подписали соглашение об открытии филиала Музея имени Андрея Рублева в Туле. Он разместится в усадьбе купца Лопатина на пересечении ул. Менделеевской и Садового переулка. Большинство помещений бывшей купеческой усадьбы займут экспозиционные и выставочные залы, где будут представлены памятники русского религиозного искусства XV—XIX веков из фондов Центрального музея древнерусской культуры и искусства имени Андрея Рублева. Открытие филиала запланировано на конец 2024 — начало 2025 года. |
|      | Филиал Политехнического музея                                                     | Тула, пр-т Ленина, д. 34           | Политехнический музей в Туле будет находиться в здании бывшего кинотеатра «Центральный». Территория позволит создать отдельные пространства для мероприятий, кинопоказов, конференций, временных экспозиций. Музей будет ориентирован на региональную повестку, взяв за основу стратегию развития Тульской области и её приоритетные направления, местную промышленность. Открытие запланировано на 2025 год. |
|      | Филиал театрального музея имени А. А. Бахрушина                                   | Тула, ул. Металлистов, д. 8        | Театральный музей Бахрушина расскажет об истории театра, костюма и театральных деятелей. Тематических зон будет шесть: костюмерная, гримерная, домашний театр, зрительный зал, сценография, машинерия. Основой экспозиции станет более 250 подлинных предметов из собрания Бахрушинского музея — работы братьев Васнецовых, Александра Головина, Льва Бакста и многих других. Открытие планируется в 2024 году. |
|      | Музей композитора Родиона Щедрина                                                 | Алексин, ул. Радбужская, д. 46     | В феврале 2024 года Фонда Гергиева и правительство Тульской области согласовали проект открытия Дома-музея советского и российского композитора Родиона Щедрина в городе Алексин. Фонд выкупил дом, где провел детство и куда потом часто возвращался Родион Щедрин. Там жили его родители и дед. Щедрин нередко говорил, что именно в Алексине он напитался духом русской глубинки, народным духом. |
|      | Музейный комплекс «Русское поле»                                                  | Кимовский район, село Монастырщино | Музейный комплекс создается в рамках подготовки 650-летия Куликовской битвы в 2030 году. В нём будет располагаться парк исторических миниатюр «Богатырская застава», с древнерусскими крепостями и селениями, стоявшими когда-то на этом месте. Парк будет создан на основе материалов раскопок древнерусских крепостей и поселений Куликова поля XII—XIV веков. |